# Option (雑誌)
Option (オプション) とは、株式会社ディーズ・クラブが製作、三栄が出版している自動車雑誌の1つである。1981年創刊、毎月26日発売。2023年現在の編集長は「ロォリィ」こと小口剛。

## 概要
1981年に創刊され、主に四輪自動車の改造・チューニングを中心に取り扱っている。元々は、「オートスポーツ Option」という誌名で、同じ三栄書房のモータースポーツ専門誌「オートスポーツ」の別冊(=Option)として刊行された。
創刊当初は、道路交通法違反など違法・脱法行為を推奨・助長するかのような記事や、取締りをする警察を馬鹿にした記述がよく見られた（「K察」「オマーリさん」など、独特な用語で表現していた。2000年代初頭、Option読者の多かった当時の2ちゃんねる車板を中心に、このスラングはインターネット全域へと普及していった）。1990年代中頃以降は、改造車であっても合法的に車検を通せるようになった時流にあわせ、表面的には露骨に脱法行為を推奨するような記述は徐々に減っている。
誌面の構成としては長期連載の企画記事もあるが、どちらかといえばチューニングショップ・メーカーが手がけた車両（いわゆるデモカー）のカタログ誌的な構成であった。
技術的な情報は、誌面に登場する車両の記録やスペックの説明がほとんどであり、キチンとした整備技術などの情報提供はあまりなく、まれにスポンサー協賛と思われる記事においては、明らかに間違った情報を提供することもあった。
他にこの雑誌特有の傾向として、かつては車両性能の評価基準が最高速度と最高出力に偏重していたことが挙げられ、初期の頃の紙面はほぼ最高速アタックに偏っていた。その発端は東名高速の東京料金所ー御殿場間を往復する非合法レースに参加している車両を「なんkm/h出てる」という噂話ではなく、白日の下で記録として残すべく稲田大二郎が実際の現場で誘い、谷田部で記録会を開催した事が始まりであった。日本で初めて公式に300km/hの壁を突破した、いわゆる「光永パンテーラ」も、創刊間もない1981年11月に行われた本誌の記録会に参加した車両であった。
その過程でOption本誌でも稲田大二郎が個人で所有している車両だけではなく、スタッフの所有車が改造され、その過程が誌面で連載されたことがきっかけとなり後にチューニングショップとのジョイント企画としてOptionのデモカーが製作されることにつながった。そういった経緯もあり、もともと車両製造メーカーがバランスを考えてあえて自然吸気エンジン（NAエンジン）を採用した車種でもOptionではたいていターボ化される事になり、「パワーより趣味性を選択し、ふんだんにお金と手間をかけた職人的なメカチューン」という車両の記事はほぼ見られることはなかった。
しかしバブルがはじけた頃より、NAエンジンが脚光を浴びるようになる。そしてD1で植尾勝浩がNAエンジン200馬力のハチロクを用い、400馬力オーバーのターボ勢をなぎ倒すという活躍があり、それまでよりも両方の記事が均等に扱われるようになったものの、大幅なパワーアップが望めるターボやスーパーチャージャー仕様が前面に出る傾向にはあった。
2018年にはウェブ媒体である『WEB OPTION』を開始。編集長は以前OPTION本誌で編集長を務めていた「オムそば」こと竹本雄樹。OPTION本誌の内容も一部掲載されるがオリジナルコンテンツや、過去記事も数多く公開されている。
2022年3月号より編集長がカジ編から2006年から2011年まで編集長を務めたケン太郎こと廣嶋健太郎が1年間限定で編集長に復帰、と同時に判型も変更されるなど内容も含め大幅に刷新された。

## 内容の変遷など
当初は自動車の改造そのものが違法であった時期であり、完全にストリート志向であった。1990年代に入り、競技としてのゼロヨンや最高速度記録などを積極的に扱うようになり、1990年代中ごろよりドリフト寄りの内容にシフトしていた。
ドリフト寄りの編集傾向はいかすドリフトチーム天国がドリフト天国管轄に移った際に一旦沈静化していたが、D1グランプリが盛り上がってくるにつれ、再びドリフト寄りになりつつ、ワイルド・スピードのブレイク時にはスポーツコンパクトの記事（いわゆる「スポコンもの」）が多く扱うようになり、ドリフトに限らず発行時点で巷で流行ってる物を追いかける、というスタイルとなっていた。
また、FIAやJAF公式レース関係もそれなりに取り扱っていたが、それはレースからフィードバックできる物を探す記事であったり、走り屋上がりのレーサーを追いかけたりといった記事が多い。三栄が企画・運営しているD1グランプリの扱いが多いのは当然であるが、その他国内レースはツーリングカーやGTカーのカテゴリや海外でも有名レースに関しては、簡単なレポート程度で扱うことがある。
雑誌という形以外に『Video Option』がリリースされている。過去の物も含む特集の内容はリンク先を参照。
その他、本誌以外にも兄弟誌とも言える三栄が出版する同様の自動車雑誌が数誌存在する（別項参照）が、基本的なスタイルは本誌を追従しており、やはり改造関係が多くを占める。
しかし2022年3月号より先述の通り内容を一新し、読者コーナーを含むレギュラーコーナーを大幅に改変及び縮小、月ごとに特集を組む体裁にリニューアルされた。

## 過去にプロジェクト製作されたチューニングカー
Dai Z
Daiこと稲田大二郎所有のS130型フェアレディ280ZXをベースにHKS製ターボキットを装着。最高速・ゼロヨン・サーキットそれぞれのステージで活躍。
OPT KKKシグマ セリカXXターボ
当時編集に関わっていた福野礼のプライベートカーであったMA60型セリカXXをベースにシグマ・オートモーティブ製ターボキットを装着。1982年12月に最高速度256.68km/hを記録。
OPTION・シティ・ターボ・ミッドシップ
著名なレーシングコンストラクターであるノバ・エンジニアリングの協力の下、元々FFだったホンダ・シティターボをベースにミッドシップ化。後にツインエンジン化される。
Option Speed Wagon
元は大阪のチューニングショップ「トライアル」のデモカーだが、納車直後に追突事故の被害に遭い企画の白羽の矢が立った。BCNR33スカイラインGT-Rをベースに、後部をホンダ・シティ（GA型、OPTION2009年1月号に記載されている）のボディを無理矢理接合しワゴン化、改造公認も取得した。現在は一般ユーザーへ売却された。
ストリームZ（1号機）
アメリカ・シルバーステイツクラシックチャレンジにて、ギネス記録を打ち立てるために製作された車。ベースマシンはZ33フェアレディZ。ドライバーは稲田大二郎。チューニングはJUNオートメカニックが担当。エアロパーツはイングス製。VQ35DE改3.8L+T88-34Dで約800馬力。イベント中、340km/hでリアタイヤがバーストし、240km/hまで減速したところで横転。10回転して大破したものの、運転していた稲田は無事であった。その後は廃車状態のまま東京オートサロンへ展示され、現在は走り乃神社に収蔵されている。
ストリームZ（2号機）
1号機の廃車によりボディを変更し、トップシークレット製ワイドボディキットでワイドトレッド化を図った。エンジンは前回に引き続きVQ35DE改3.8Lだが、タービンをT88-38GKへ変更。900馬力をはるかに超えるパワーを手に入れた。イベントの方ではDaiの走らせ方とエンジン特性がマッチせず、予定のパワーを出すことができなかった。また終盤、昨年同様のタイヤパンクに見舞われ、アンリミテッドクラス3位にて終わることとなった。グランツーリスモ4に収録されているが、本来は1号機を収録する予定であった（東京オートサロンの人気上位車を収録することになり、その中に1号機が入っていた）。しかし1号機は廃車になってしまったためデータ取りをすることが不可能になり、そのためにこちらが収録されている。
ストリームZ（2号機改）
度重なるパンクを克服するため、リアサスペンションをJUNオートでチューニングがされたD1インプレッサ（熊久保号）で使われるストラット式へ変更し、リアのキャンバー変化を抑制。今度こその気持ちも強かったが、本イベント直前の1マイルアタックにて計測区間を間違え、ブッシュへとダイブ。そのダメージでアームを折ってしまいリタイアとなった。ただしこの1マイルアタックではベストタイムを記録。
2006年5月のシルバーステイツへ修復され、出場したものの、57km地点にてクランクプーリーが破損するという予期せぬトラブルでリタイアを喫する（1マイルアタックは前回同様に1位を取得）。稲田大二郎の引退宣言と、マシンの目新しさも薄れたという理由から、9月のシルバーステイツがラストランとなった。しかし1マイルアタック中にエンジンブロックが割れるという完全なエンジンブローに見舞われ、本選出場すら適わなかった。
MCR V35
日産の主力機・VQ35DEのNAチューンドでの限界と、Z33フェアレディZよりも初心者向きでポテンシャルがあるにもかかわらずマイナー目に見られていたCPV35スカイラインクーペの究極のストリート仕様を目標にしたデモカー。製作は一貫してMCRが引き受け、代表の小林真一が所有するポルシェ・911 GT3との対決が最大の見所。この企画からCPV35用のセッティングがなされたテイン・スーパーレーシング改や、VQ35DE用の6連スロットルが誕生し、VQチューニングの発展に大きく貢献した。

## 兄弟誌
- WEB OPTION - OPTIONのウェブ媒体。最新の内容ともに過去にOPTION本誌に掲載されていた記事も数多く公開されている。
- Option2 - D.I.Y.を基本とし、デモカー中心に取材しているOPTION本誌よりも、ユーザーカーをメインとしている。休刊。
- Option4 - S.U.V.の車輌をテーマとし、カスタムカー中心に記事を充実させている内容であった。SUVブームの衰退と共に廃刊となった。
- ドリフト天国 - ドリフト専門誌。2024年1月号を機に休刊。
- Option Wagon - ワゴン系の改造情報を扱う（2007年1月発売号にて休刊）。
- G-ワークス - 旧車がメインの内容。ウェーバーやソレックスなどのキャブレターに関する記事やロータリーエンジンのポートの解説などOPTION本誌より突っ込んだ内容の記事が掲載されている。以前フロム出版から発行されていた「Auto Works」が母体。編集部ごと移籍しての再出発となった。OPTIONの増刊扱いだったが2009年より独立創刊。
- Maniax Cars - 元編集長のケン太郎がOption本誌に「兄さんっ！変態すぎて大変ですっっ！！」というマニアックすぎる車両のページを連載していたものが「Maniax Cars~兄さんっ！変態すぎて大変ですっっ！！」というタイトルでムックとして1冊の本にまとめられたのをきっかけにManiax Carsとしてシリーズ化された。Vol.8まで刊行。

## 類似雑誌
- CARBOY（八重洲出版が刊行する改造車雑誌、オプションとは趣を異にする。現在休刊。）
- ヤングバージョン（交通タイムス社　現在休刊）
- REV SPEED（ニューズ出版→三栄）
- 走り屋バトルマガジン（後にハイパーカースタイルバトルマガジンに名称変更）(平和出版がかつて刊行していたドリフトに特化した雑誌、平和出版倒産により廃刊）

## その他
- 以前の表紙イラスト担当は加藤浩哉。キャッチフレーズはExciting Car Magazine。
- 本誌の略称として「OPT」という言葉が存在する。
- ウェブサイトでは『WEB OPTION』『J.D.M. OPTION INTERNATIONAL』『ケータイOption（携帯電話端末専用サイト）』などがある。